# Pustulipora corticola
Pustulipora corticola — вид грибів, що належить до монотипового роду Pustulipora. Назва вперше опублікована 1982 року в роботі британського міколога Пола Кеннона.